# Pylamorpha
Pylamorpha is een geslacht van vlinders van de familie snuitmotten (Pyralidae).

## Soorten
- P. albida Balinksy, 1994
- P. cristata Balinksy, 1994